# Keppel Harcourt Barnard
Keppel Harcourt Barnard (* 13. März 1887 in London; † 22. September 1964 in Kapstadt) war ein britisch-südafrikanischer Zoologe und Direktor des South African Museum in Kapstadt. Sein Autorenkürzel als Erstbeschreiber zahlreicher neuentdeckter Tierarten lautet „K. H. Barnard“ zur Unterscheidung von dem Entomologen George Barnard und dem Meeresbiologen Jerry Laurens Barnard.

## Jugend und Studium
Keppel Harcourt Barnard war der einzige Sohn des Rechtsanwalts (Solicitors) Harcourt George Barnard und dessen Frau Anne Elizabeth, geborene Porter. Keppel Barnard wuchs in London auf und besuchte dort die Primary School, bevor er auf eine Realschule in Mannheim wechselte, um Deutsch zu lernen. Später wurde er Schüler einer Public School in Camberley, Surrey. 
Von 1905 bis 1908 studierte er am Christ’s College, Cambridge, und absolvierte dort ein Studium der Naturwissenschaften, den Natural Sciences Tripos bestehend aus den Fächern Botanik, Zoologie und Geologie. Er hörte auch Vorlesungen in Anthropologie, Ethnologie und Geographie. Nach Abschluss des Bakkalaureats ging er zurück nach London und studierte er wie sein Vater Rechtswissenschaften und wurde 1911 als Barrister zugelassen. Doch die Naturwissenschaften interessierten Barnard mehr und so arbeitete er für kurze Zeit am Meeresbiologischen Laboratorium in Plymouth. Schließlich ging er 1911 nach Südafrika, wo er seine Tätigkeit am South African Museum in Kapstadt begann, für das er mehr als 50 Jahre lang arbeitete. Seinen Abschluss an der Universität Cambridge (M.A.) erwarb er 1913 in Abwesenheit.

## Südafrika
Das South African Museum war die zweitälteste wissenschaftliche Institution in Südafrika. Sie war 1825 von Lord Charles Somerset gegründet worden. Dem Museum standen nur geringe Mittel und wenig Personal zur Verfügung. Barnard übernahm 1911 die marinbiologische Abteilung. Bis zu seiner Pensionierung 1956 blieb er der einzige Meeresbiologe am Museum. Obwohl er ohne technisches Personal und Assistenten auskommen musste, entwickelte er eine reiche Sammlungstätigkeit und baute die Präsentation der Sammlungen aus. Bekannt wurde er jedoch durch seine Publikationen, darunter viele Erstbeschreibungen der damals wenig erforschten Wirbellosen Tiere des südlichen Afrika, mit dem Schwerpunkt auf der Meeresfauna.  
Barnard war ein leidenschaftlicher Bergsteiger und von 1918 bis 1945 war er Sekretär des Mountain Club of South Africa. Die Expeditionen auf die Berge des Landes gaben ihm die Möglichkeit, die Bergbäche und Flüsse kennenzulernen und die darin lebenden Insektenlarven der Köcherfliegen, Steinfliegen und Eintagsfliegen zu studieren. Er sammelte auch zahlreiche Käferarten, hauptsächlich aus der Familie der Lucanidae. Auch über diese Tiergruppen konnte er wichtige Arbeiten veröffentlichen.

### Expeditionen
1912 startete er eine Expedition an die Küste Mozambiques, 1913 führte ihn eine Expedition an die Küste der Provinz Natal. Eine Expedition ins Innere Natals folgte 1917. In den 1920er Jahren beteiligte sich Barnard an der zoologischen Bestandsaufnahme Südwestafrikas, der heutigen Republik Namibia, und besuchte das Ovamboland im Norden, das Kaokoveld im Nordwesten bis zum Kunene, den Grenzfluss zu Angola. 1926 führte ihn eine Expedition an den Oranje, den Grenzfluss zwischen Südafrika und Südwestafrika, bis zu den Augrabiesfällen, dem heutigen Augrabies Falls National Park im Namaqualand in der nördlichen Kapprovinz und in den Gordonia District im heutigen Botswana.

### Direktion des Museums
1921 wurde Barnard stellvertretender Direktor des South African Museums. 1924 wurde er nach dem Tod Louis Peringueys für kurze Zeit geschäftsführender Direktor. 1942 bis 1946 war er abermals geschäftsführender Direktor, von 1946 bis zu seiner Pensionierung Direktor des Museums. Auch nach seiner Pensionierung im Jahr 1956 arbeitete er weiterhin täglich als Honorarkustos der meeresbiologischen Abteilung und widmete sich der Revision der Molluskensystematik.

### Privates
1915 heiratete Barnard Alice Watkins. Das Paar hatte zwei Kinder, einen Sohn und eine Tochter. 1924 promovierte er an der Universität Kapstadt zum Doktor mit einer Arbeit über die Verbreitung verschiedener Krebstiere in den südafrikanischen Gewässern.  
Am 22. September 1964 verstarb Keppel Harcourt Barnard an einer Gehirnblutung.

## Schriften
- Contributions to the Crustacean fauna of South Africa. 10. A revision of the South African Branchiopoda (Phyllopoda). In: Annals of the South African Museum 29, 1929, S. 181–272

## Quelle
- Barnard,  Dr Keppel Harcourt (zoology). Biographie bei S2A3, Biographical Database of Southern African Science (englisch)

| Personendaten    | Personendaten                     |
| ---------------- | --------------------------------- |
| NAME             | Barnard, Keppel Harcourt          |
| KURZBESCHREIBUNG | britisch-südafrikanischer Zoologe |
| GEBURTSDATUM     | 13. März 1887                     |
| GEBURTSORT       | London                            |
| STERBEDATUM      | 22. September 1964                |
| STERBEORT        | Kapstadt                          |